# Lashinda Demus
Lashinda Demus, född 10 mars 1983 i Inglewood, Kalifornien, är en amerikansk friidrottare som tävlar i häcklöpning.
Demus var med på OS 2004 i Aten och slutade där på en femteplats i semifinalen på 400 meter häck. Vid VM 2005 i Helsingfors slutade hon tvåa efter världsrekordhållerskan Julija Petjonkina. 
Efter att ha varit borta några år gjorde hon 52,63 vid tävlingar i Monaco innan VM 2009 i Berlin. Tiden gjorde henne till en av favoriterna till guldet. Väl i finalen så slutade hon tvåa på 52,96, slagen av Melaine Walker från Jamaica. Vid samma mästerskap blev hon världsmästare i stafetten över 4 x 400 meter.